# Clwyd (contea)

Mappa delle contee preservate del Galles con il Clwyd

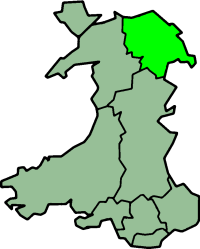
I confini originari del Clwyd

Il Clwyd è una contea istituita nel 1974 ed abolita nel 1996  e ora contea preservata del Galles nord-orientale.
Il territorio della contea preservata comprende le contee del Flintshire e del Denbighshire, il distretto unitario di Wrexham e parte del distretto unitario di Conwy.
La contea prende il nome dal fiume omonimo.

## Geografia
Il Clwyd confina ad est con l'Inghilterra, a sud con la contea di Powys e ad ovest con il Gwynedd.

## Storia
La contea di Clwyd fu creata nel 1974  dall'unione delle contee storiche del Flintshire e del Denbighshire, come stabilito nell'atto del governo locale del 1972.
La nuova contea fu suddivisa in 6 distretti: Alyn, Deeside, Colwyn, Delyn, Glyndŵr, Rhuddlan, Wrexham Maelor. Fu inoltre stabilita come capoluogo di contea la città di Mold, nel Flintshire.
Nel 1996, in seno alla riorganizzazione amministrativa del Paese, la contea di Clwyd fu abolita e furono ripristinate – ma con confini differenti rispetto alle originarie - le contee storiche del Flintshire e del Denbighshire, mentre il resto del territorio fu diviso nei distretti unitari di Wrexham e Conwy (una cui parte del territorio era compresa nella contea di Gwynedd)..